# گالاوای (تنسی)
گالاوای(به انگلیسی: Gallaway) شهری در ایالت تنسی کشور ایالات متحده آمریکا است که جمعیت آن در سرشماری سال ۲۰۱۰ میلادی، ۶۸۰ نفر بوده‌است.